# Bundesautobahn 565
De Bundesautobahn 565 (kortweg: A565) is een Duitse autosnelweg die begint in het noorden van de stad Bonn bij Dreieck Bonn-Nordost met de A59 waarna hij door de stad loopt en de Rijn oversteekt bij Rkm 657,2. Vervolgens is er nog een knooppunt met de A555 richting Keulen (Kreuz Bonn-Nord) en tot slot en eindigt de snelweg bij Kreuz Meckenheim waar hij aansluit op de A61. De weg zet zich bij dat knooppunt voort als Bundesstraße 257 richting het plaatsje Altenahr.

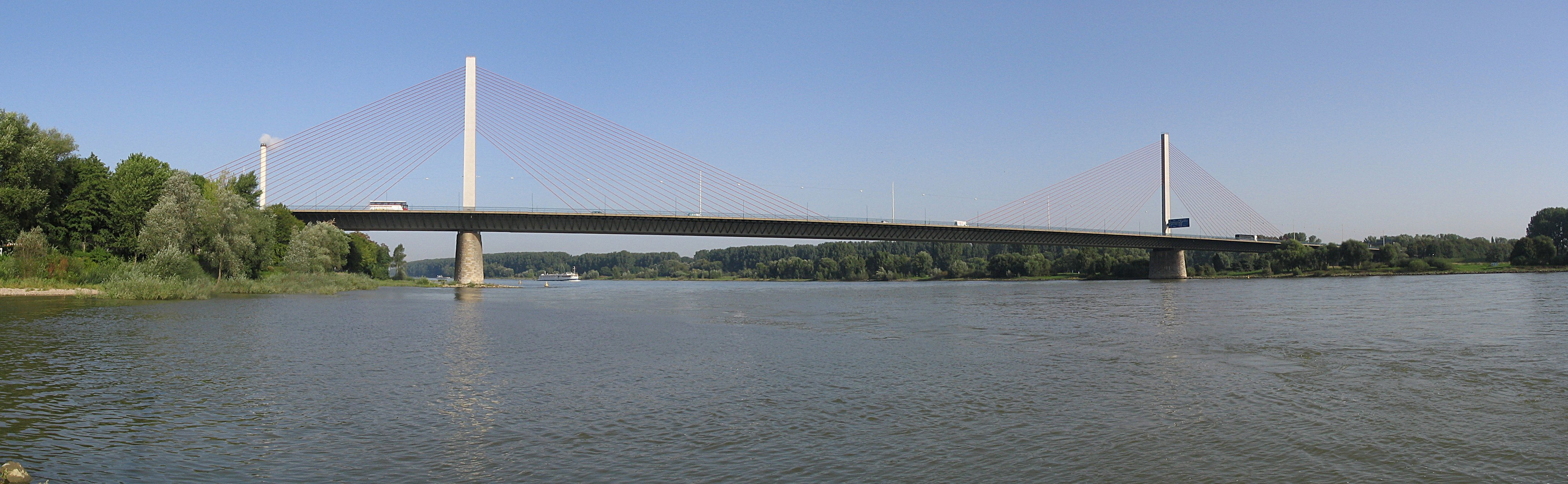
Friedrich Elbertbrug in de A565